# South Australian Football Association 1882
South Australian Football Association 1882 var sjette sæson i australsk fodbold-ligaen South Australian Football Association. Ligaen havde deltagelse af seks hold, som sluttede i følgende rækkefølge:
1. Norwood Football Club
2. South Adelaide Football Club
3. Port Adelaide Football Club
4. Victorian Football Club
5. South Park Football Club
6. Royal Park Football Club

Norwood vandt dermed for femte gang i træk ligaen som en del af en stime på seks titler i træk.